# DHFR-Mangel
Der DHFR-Mangel ist eine sehr seltene angeborene Stoffwechselstörung mit einem Folsäuremangel und einer megaloblastären Anämie (hyperchrome makrozytäre Anämie) sowie neurologischen Auffälligkeiten.
Synonyme sind: Dihydrofolat-Reduktase-Mangel; Konstitutionelle megaloblastäre Anämie mit schwerer neurologischer Krankheit;englisch Megaloblastic anemia due to dihydrofolate reductase deficiency
Die Erstbeschreibung stammt aus dem Jahre 1967 durch den US-amerikanischen Pädiater Thomas R. Walters. Die Beschreibung als Syndrom und die Namensgebung erfolgten unabhängig voneinander im Februar 2011.

## Verbreitung
Die Häufigkeit wird mit unter 1 zu 1.000.000 angegeben, die Vererbung erfolgt autosomal-rezessiv.

## Ursache
Der Erkrankung liegen Mutationen im DHFR-Gen auf Chromosom 5 Genort q14.1 zugrunde, welches für Dihydrofolatreduktase kodiert.

## Klinische Erscheinungen
Klinische Kriterien sind:
- Manifestation im Kleinkindes- oder Kindesalter
- megaloblastäre Anämie
- Zerebraler Folatmangel mit unterschiedlichen neurologischen Veränderungen von ausgeprägter Entwicklungsverzögerung mit kindlichen Krampfanfällen über Lernschwierigkeiten bis keinerlei Symptomen.

## Differentialdiagnostik
Abzugrenzen sind das Zuelzer-Ogden-Syndrom und das Rogers-Syndrom.

## Therapie
Die Behandlung besteht in der Substitutionstherapie mit Folinsäure.